# 瓶子
瓶子（へいし、へいじ）とは、壷の一種で、口縁部が細く窄まる比較的小型の器形のものをいい、主に酒器として用いられた。

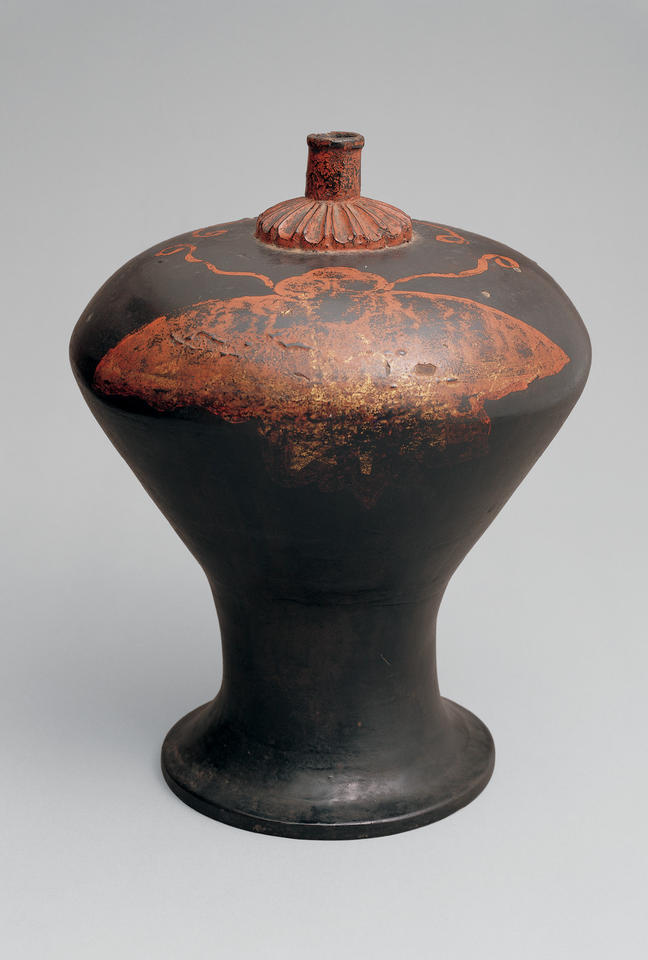
蝶漆絵根来瓶子（15世紀：メトロポリタン美術館蔵）

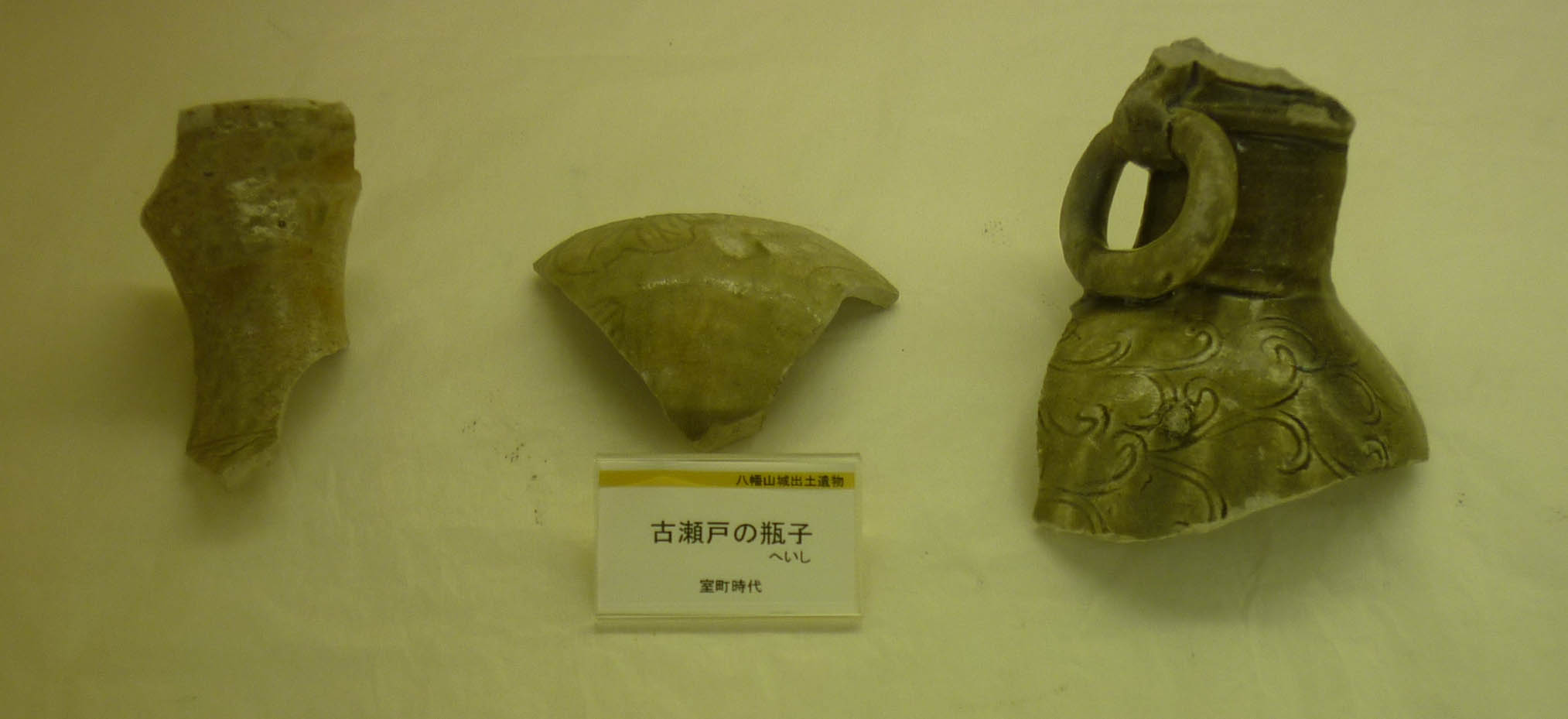
滋賀県八幡山城出土の古瀬戸の瓶子片（近江八幡市立図書館蔵）

## 概要
梅瓶のように、体部が直線的で下から外へ向かってやや広がるように立ち上がり、丸く肩を張り、口縁部では細くすぼまって、蓋を受ける形になっているものや、口縁部が伸びて長い頸部を伴い体部の高さと変わらないようなものまで指す語である。古瀬戸様式(窖窯)の灰釉唐草文瓶子は、景徳鎮産の青白磁梅瓶を模倣したことで知られている。
注ぎ口が小さい事による使い勝手の悪さから、後に徳利にとって代わられる事となる。
なお沖縄(琉球)弁では御神酒壷セットのことを「びんし(瓶子)」とか「ウびんす(御瓶子)」などと称している。また、現代中国語では、いわゆるガラス瓶全般を指して 瓶子（拼音: píngzi ピンツ）と呼んでいる。
神社の儀式で使用される瓶子は、稲荷瓶子、錫瓶子、古代瓶子、紋入瓶子などである。また瓶子の蓋として木製熨斗口、竹製御神酒口などを使用する神社もある。なお、瓶子に似た長御酒瓶などを使う例もある。

## 逸話
藤原成親・西光と俊寛が平家打倒の密談を行った際、うっかり瓶子を倒してしまったが、これを見て成親が「平氏（へいし）が倒れた」と喜び、それに乗って西光が瓶子の首を折り取って「首を取ってしまえば良い」と騒いだという話が平家物語に残っている。詳しくは鹿ケ谷の陰謀を参照のこと。

## 生物の名
- サラセニア：和名がヘイシソウ。筒状の捕虫葉をつける、食虫植物。